# Sciurocheirus
Sciurocheirus — рід лоріподібних приматів родини галагових (Galagidae).

## Класифікація
Рід містить чотири види:
- Рід Sciurocheirus 
  - Sciurocheirus alleni
  - Sciurocheirus gabonensis
  - Sciurocheirus cameronensis
  - Sciurocheirus makandensis